# Sadovi (Parkovi)
Sadovi - Садовый (rus) és un possiólok del krai de Krasnodar, a Rússia. És a la riba del riu Atamanka, afluent del Txelbas, a 8 km a l'est de Tikhoretsk i a 129 km al nord-est de Krasnodar. Pertany al municipi de Parkovi.